# Presión venosa central
La presión venosa central (PVC), describe la presión de la sangre en la vena cava superior, cerca de la aurícula derecha del corazón. La PVC refleja la cantidad de sangre que regresa al corazón y la capacidad del corazón para bombear la sangre hacia el sistema arterial: la presión venosa central determina la precarga ventricular.
La presión venosa central es importante porque define la presión de llenado del ventrículo derecho, y por tanto determina el volumen sistólico, de acuerdo con el mecanismo de Frank-Starling.  El volumen sistólico de eyección (VS, en inglés stroke volume o SV), es el volumen de sangre que bombea el corazón en cada latido, fundamental para asegurar el correcto aporte de sangre a todos los tejidos del cuerpo. El mecanismo de Frank-Starling establece que un aumento en el retorno venoso (la cantidad de sangre que llega por las venas cavas a la aurícula derecha) produce un aumento de la precarga ventricular (simplificado, el volumen de llenado del ventrículo izquierdo), y eso genera un incremento en el volumen sistólico de eyección; debido a la distensión de las fibras miocárdicas generando de forma refleja una mayor fuerza de contracción.

## Volumen de sangre venosa y distensibilidad
Entre los diferentes factores que pueden hacer variar la PVC, tenemos:
- el gasto cardíaco (en inglés, cardiac output) o débito cardíaco: D = VS x FC (VS: volumen sistólico de eyección; FC: frecuencia cardíaca), en condiciones normales D = 70 ml/latido x 75 latidos/min ≈ 5 L/min;
- la actividad respiratoria;
- afectación del nervio vago;
- la contracción de los músculos esqueléticos (sobre todo los abdominales y los músculos de las piernas);
- el tono vasoconstrictor del sistema simpático;
- la gravedad.

Todos estos factores determinan la presión venosa central (ΔPV), modificando bien el volumen sanguíneo (ΔVV) o la distensibilidad (DV, en inglés, compliance) del sistema venoso, de acuerdo con la ecuación:
{\displaystyle {\Delta }P_{V}={\frac {{\Delta }V_{V}}{D_{V}}}}
Según esta ecuación, un aumento en el volumen de sangre venosa aumenta la presión venosa, en una cantidad que depende de la distensibilidad del sistema venoso. Además, un descenso en la distensibilidad (como ocurre por ejemplo si se produce una activación del sistema simpático sobre las venas) aumenta la presión venosa.
La relación entre el volumen venoso y la presión no es lineal: la pendiente de la curva de distensibilidad (ΔP/ΔV) es mayor a presiones y volúmenes bajos, y es menor a presiones y volúmenes altos (es una curva logarítmica). Esto se debe a que, a bajas presiones, una vena de gran tamaño se colapsa (se cierra). A medida que aumenta la presión, la vena adquiere una forma más cilíndrica. Hasta que no se alcanza una forma cilíndrica, las paredes de la vena no están bajo tensión. Por ello, a bajas presiones, cambios pequeños en la presión pueden producir grandes cambios en el volumen debido a cambios en la geometría de la vena, sin producir tensión en la pared. A presiones mayores, cuando la vena tiene forma cilíndrica, un aumento de la presión sólo puede producir un cambio de volumen estirando la pared de la vena, que presenta una resistencia al estiramiento debido a la estructura y la composición de la misma. Por ello, a presiones altas, la distensibilidad de las venas es menor.
Si las venas están bajo la acción del sistema simpático, presentarán una contracción general, lo que produce un cambio global en la relación presión/volumen: la curva de distensibilidad será más baja, porque harán falta presiones mayores para producir el mismo cambio de volumen. 
Según esto, vemos que la presión venosa puede variarse por modificaciones en el volumen de sangre venosa o en la distensibilidad del sistema venoso. Por ello, la PVC puede aumentarse por:
1. Un descenso del gasto cardíaco: si disminuye la frecuencia cardíaca (bradicardia) o el volumen sistólico, aumenta el volumen de sangre venosa (ya que se bombea menos sangre en la circulación arterial), por lo que aumenta la PVC.
2. Aumento en el volumen sanguíneo total, como ocurre si se produce fallo renal o por activación del sistema renina-angiotensina-aldosterona.
3. Constricción venosa (reducción de la distensibilidad), producida por activación del sistema simpático o por sustancias vasoconstrictoras circulantes (catecolaminas, angiotensina-II...), que produce una disminución de la distensibilidad.
4. Un cambio del volumen sanguíneo en el compartimento venoso torácico. Ocurre cuando una persona pasa de posición de pie a tumbada o sentada, debido a los efectos de la gravedad.
5. Dilatación arterial, cuando disminuye el tono simpático o cuando algunas drogas aumentan el flujo desde las arterias a las venas, aumentando el volumen venoso.
6. Una espiración forzada, sobre todo contra una alta resistencia (como ocurre durante la maniobra de Valsalva), que causa una compresión de la vena cava inferior al aumentar la presión intrapleural.
7. Contracción muscular rítmica, sobre todo de las extremidades y el abdomen: esto produce una compresión de las venas, que reduce su distensibilidad funcional, y fuerza la sangre a entrar en el compartimento torácico.

### Efecto de la gravedad sobre la PVC
La gravedad tiene un efecto significativo sobre la PVC, debido a la distensibilidad del sistema venoso. Cuando una persona pasa de posición tendida a posición de pie, la sangre se acumula en las extremidades inferiores de forma pasiva, y como la distensibilidad del sistema venoso es mayor que la del sistema arterial, una mayor cantidad de sangre se acumula en el compartimento venoso de las extremidades inferiores. Como consecuencia, el volumen de sangre en el compartimento venoso torácico disminuye, y la PVC disminuye también. Al disminuir la PVC, disminuye el volumen sistólico y la presión arterial. Si la presión arterial (Pa) sistémica cae por debajo de 20 mmHg, esta situación se denomina hipotensión ortostática o postural. Por esta razón, algunas personas pueden sentir mareo o tener un síncope (pérdida transitoria de la consciencia). En condiciones normales, existen reflejos barorreceptores que se activan cuando disminuye la Pa para restablecerla a sus valores normales, mediante la vasoconstricción periférica (es decir, disminuyendo la distensibilidad) y la estimulación cardíaca (aumentando la frecuencia y la inotropía).

### Efecto de la actividad respiratoria sobre la PVC
El retorno de la sangre venosa desde la vena cava inferior a nivel abdominal hasta la aurícula derecha depende de la diferencia de presión entre la vena cava abdominal y la presión en el interior de la aurícula derecha, así como la resistencia al flujo, que viene determinado por el diámetro de la vena cava inferior a nivel torácico. Por tanto, un aumento de la presión en la aurícula derecha disminuirá el retorno venoso, y viceversa. Como se ha indicado, una variación en el retorno venoso producirá una modificación del volumen sistólico de eyección, de acuerdo con el mecanismo de Frank-Starling.
La presión en la aurícula derecha y en la vena cava torácica dependen de la presión intrapleural, que es la presión existente entre la pared del tórax y los pulmones, de valor generalmente negativo (subatmosférico). Durante la inspiración, la cavidad torácica y los pulmones se expanden, ya que la pared torácica se expande y el diafragma baja. Esto produce que la presión intrapleural se vuelva más negativa, lo que produce que los pulmones, el corazón y la vena cava torácica se expandan, y disminuye la presión en el interior de todos ellos. Como la presión de la aurícula derecha disminuye durante la inspiración, el gradiente de presión entre la vena cava abdominal y la aurícula derecha aumenta, lo cual impulsa la sangre hacia la aurícula derecha (se produce un efecto de "succión"), por lo que aumenta el volumen de eyección del ventrículo derecho, hacia la circulación pulmonar. Por otro lado, aunque la aurícula y el ventrículo izquierdo también aumentan de volumen durante la inspiración, los pulmones en expansión y la vasculatura pulmonar funcionan como un reservorio (aumenta el volumen de sangre pulmonar), de manera que el llenado del ventrículo izquierdo no aumenta durante la inspiración.
Durante la espiración, sin embargo, se produce el efecto contrario: el volumen de la cavidad torácica disminuye, porque la pared torácica se retrae y el diafragma sube. Esto produce un aumento de la presión intrapleural, que provoca una disminución del volumen de los pulmones, el corazón y la vena cava torácica. Por ello, la sangre acumulada en el reservorio pulmonar durante la espiración es forzada a pasar de la vasculatura pulmonar hacia la aurícula y el ventrículo izquierdo, lo que aumenta el llenado ventricular izquierdo y el volumen sistólico de eyección hacia la arteria aorta.
Por tanto, el efecto neto de la respiración es que un aumento de la tasa y la profundidad de la respiración aumenta el retorno venoso y el gasto cardíaco.
Si una persona exhala de forma forzada con la glotis cerrada (como en la maniobra de Valsalva), se produce un gran aumento en la presión intrapleural que impide el retorno venoso a la aurícula derecha, porque se produce el colapso de la vena cava torácica, lo que aumenta dramáticamente la resistencia al retorno venoso. Esto produce un descenso en el volumen sistólico de eyección. Cambios similares ocurren cuando una persona hace fuerza cuando tiene un movimiento intestinal (durante la defecación) o cuando una persona eleva un gran peso conteniendo la respiración.

### Bombeo en el músculo esquelético
Las venas (sobre todo en las extremidades) contienen válvulas de una sola dirección, que permiten el paso de la sangre en dirección al corazón, pero impiden el movimiento inverso. Las venas profundas en las extremidades inferiores están rodeadas de músculo esquelético, de manera que cuando el músculo se contrae, las venas se comprimen, aumentando la presión venosa, que abre las válvulas localizadas hacia arriba y cierra las válvulas hacia abajo. Este sistema funciona como un mecanismo de bombeo de la sangre hacia el corazón, que facilita el retorno venoso durante el ejercicio y cuando una persona permanece de pie, contrarrestando el efecto de la gravedad, y evitando la acumulación excesiva de sangre en los pies.
Cuando las válvulas devienen incompetentes, como ocurre si las venas se dilatan (varices), el sistema de bombeo deja de ser eficaz. Esto produce un aumento del volumen venoso en las extremidades afectadas, que aumenta la presión en los capilares y puede generar edema.